# Stazione di Taunton
La stazione ferroviaria di Taunton è la stazione ferroviaria dell'omonima parrocchia civile nel Somerset, in Inghilterra.

## Storia
La stazione fu aperta il 1º luglio 1842 dalla Bristol & Exeter Railway. La stazione originale venne progettata da Isambard Kingdom Brunel. Venne ricostruita nel 1868 e nel 1932.